# Doris Duke
Doris Duke, född 22 november 1912, död 28 oktober 1993, var en amerikansk arvtagerska och filantrop.

## Biografi
Doris Duke var enda barn till tobaksmagnaten James Buchanan "Buck" Duke, som var ägare till Duke Tobacco Inc, och därmed född i en av USA:s rikaste familjer. Fadern avled 1925, strax innan hon skulle fylla 13 år, och hon ärvde då familjeförmögenheten, som uppgick till 80 miljoner dollar.
Doris Duke var gift två gånger, första gången från 1935 med James Cromwell, som var son till en av de mest kända societetsdamerna i Palm Beach, Florida. I äktenskapet föddes en dotter, som bara levde en dag. Hennes make använde sig av hustruns pengar för att göra en politisk karriär och han blev 1940 USA:s ambassadör i Kanada. Paret skilde sig 1943.
Duke träffade playboy-diplomaten Porfirio Rubirosa 1947 under ett besök i Paris. Han var då gift med den franska skådespelerskan Danielle Darrieux och det sägs att Duke betalade Darrieux 1 miljon dollar för att gå med på en snabbskilsmässa. Äktenskapet mellan Duke och Rubriosa varade dock inte länge. Hennes advokater hade rått henne att teckna ett äktenskapsförord för att säkra hennes förmögenhet, men hon gav ändå Rubirosa flera miljoner i "avskedsgåva".
Duke ägde fem bostäder, bl.a. i Newport, Rhode Island, där hon var granne med andra amerikanska societetsfamiljer, såsom familjen Vanderbilt. Hon var en känd filantrop och under sin livstid skänkte hon stora summor pengar till välgörande ändamål. Hon reste mycket och var intresserad av allt kulturellt, såsom konst och dans, men framför allt främmande kulturer, främst den islamiska. 
Doris Duke avled 1993; hon testamenterade alla sina egendomar, uppgående till 1,3 miljarder dollar, till välgörenhet ("Doris Duke Charitable Foundation", "The Duke Farms Foundation", m.fl.). Hennes hem på Hawaii är numera ett museum som ägs av "Doris Duke Foundation for Islamic Art".